# Platja d'en Paquela
La platja d'en Paquela, o d'en Paquel·la, és una petita platja natural del municipi de Cadaqués (Alt Empordà) situada a la badia de Guillola, entre la platja des Jonquet i la platja d'en Noues, al Parc Natural del Cap de Creus. Orientada al sud sud-est, té una longitud de 6 m i una amplada mitjana de 5 m, formada per grava i còdols.
El nom de la platja prové de l'antiga família propietària de la finca d'oliveres on hi ha la platja.